# Melanoplus oklahomae
Melanoplus oklahomae är en insektsart som beskrevs av Morgan Hebard 1937. Melanoplus oklahomae ingår i släktet Melanoplus och familjen gräshoppor. Inga underarter finns listade i Catalogue of Life.